# Atletism la Jocurile Olimpice de vară din 1980
Probele sportive de atletism la Jocurile Olimpice de vară din 1980 s-au desfășurat în perioada 24 iulie - 1 august 1980 la Moscova, URSS. Au fost 38 de probe sportive, în care au concurat 959 de sportivi, din 70 de țări.

## Stadionul Olimpic
Probele au avut loc pe stadionul Lujniki din Moscova. Acesta a fost inaugurat în anul 1956.

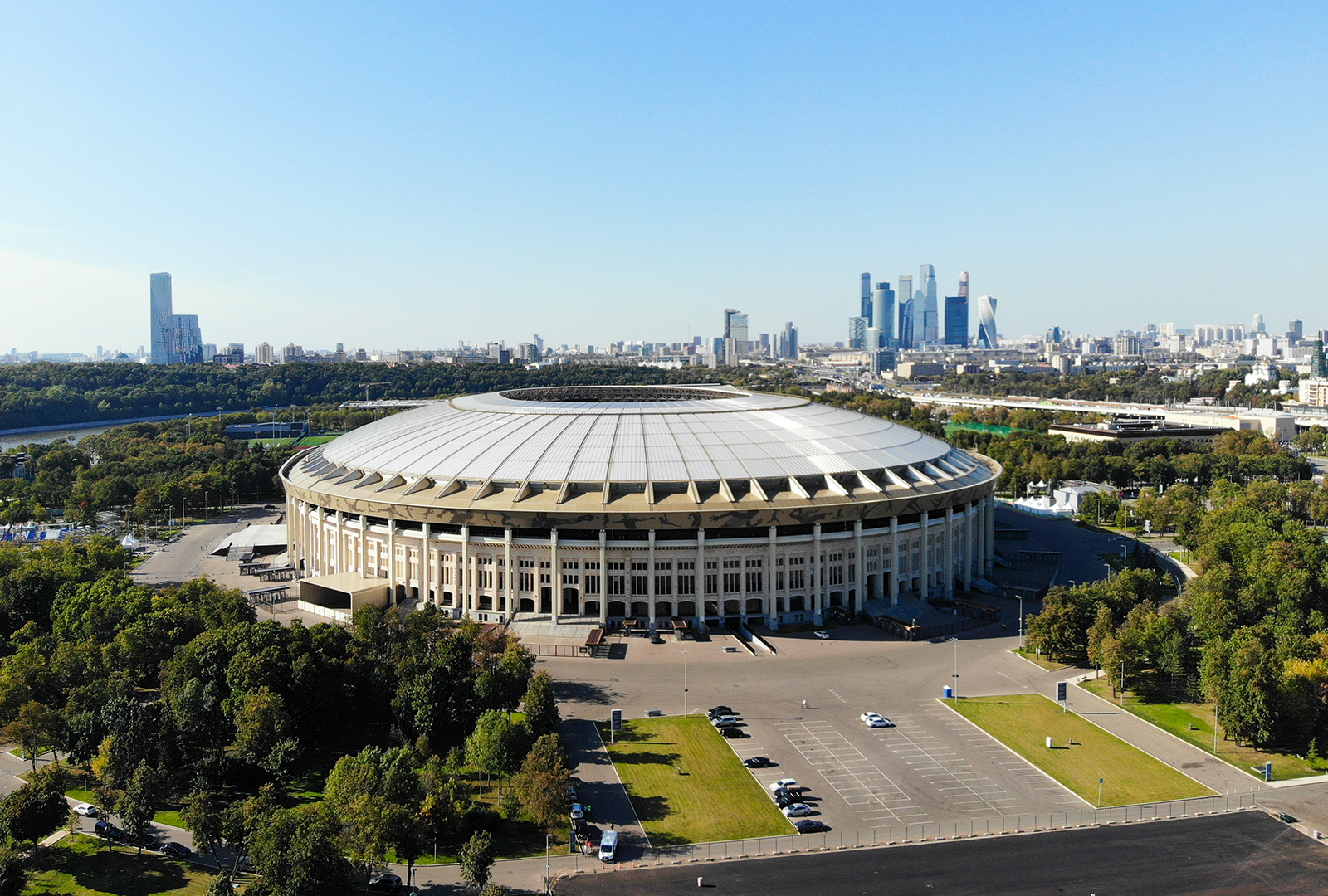
Stadionul Lujniki
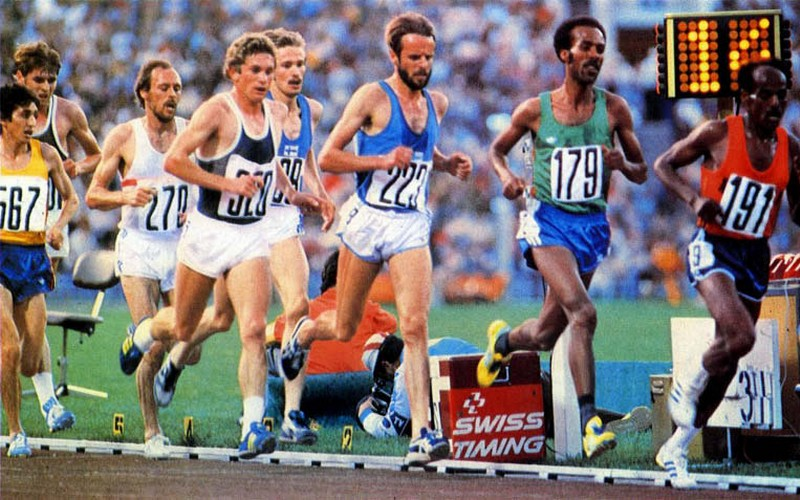
10 000 m

## Medaliați

### Masculin
| Probă sportivă               | Aur                                                                                                  | Aur        | Argint                                                                                   | Argint    | Bronz                                                                             | Bronz        |
| 100 m detalii                | Allan Wells (GBR)                                                                                    | 10,25      | Silvio Leonard (CUB)                                                                     | 10,25     | Petăr Petrov (BUL)                                                                | 10,39        |
| 200 m detalii                | Pietro Mennea (ITA)                                                                                  | 20,19      | Allan Wells (GBR)                                                                        | 20,21     | Don Quarrie (JAM)                                                                 | 20,29        |
| 400 m detalii                | Viktor Markin (URS)                                                                                  | 44,60      | Rick Mitchell (AUS)                                                                      | 44,84     | Frank Schaffer (GDR)                                                              | 44,87        |
| 800 m detalii                | Steve Ovett (GBR)                                                                                    | 1:45,40    | Sebastian Coe (GBR)                                                                      | 1:45,85   | Nikolai Kirov (URS)                                                               | 1:45,94      |
| 1500 m detalii               | Sebastian Coe (GBR)                                                                                  | 3:38,40    | Jürgen Straub (GDR)                                                                      | 3:38,80   | Steve Ovett (GBR)                                                                 | 3:38,99      |
| 5000 m detalii               | Miruts Yifter (ETH)                                                                                  | 13:20,91   | Suleiman Nyambui (TAN)                                                                   | 13:21,60  | Kaarlo Maaninka (FIN)                                                             | 13:22,00     |
| 10 000 m detalii             | Miruts Yifter (ETH)                                                                                  | 27:42,69   | Kaarlo Maaninka (FIN)                                                                    | 27:44,28  | Mohamed Kedir (ETH)                                                               | 27:44,64     |
| 110 m garduri detalii        | Thomas Munkelt (GDR)                                                                                 | 13,39      | Alejandro Casañas (CUB)                                                                  | 13,40     | Aleksandr Pucikov (URS)                                                           | 13,44        |
| 400 m garduri detalii        | Volker Beck (GDR)                                                                                    | 48,70      | Vasîl Arhîpenko (URS)                                                                    | 48,86     | Gary Oakes (GBR)                                                                  | 49,11        |
| 3000 m obstacole detalii     | Bronisław Malinowski (POL)                                                                           | 8:09,70    | Filbert Bayi (TAN)                                                                       | 8:12,48   | Eshetu Tura (ETH)                                                                 | 8:13,57      |
| 4×100 m detalii              | Uniunea Sovietică (URS) · Vladimir Muraviov · Nikolai Sidorov · Andrei Prokofiev · Aleksandr Aksinin | 38,26      | Polonia (POL) · Zenon Licznerski · Leszek Dunecki · Marian Woronin · Krzysztof Zwoliński | 38,33     | Franța (FRA) · Patrick Barre · Pascal Barre · Hermann Panzo · Antoine Richard     | 38,53        |
| 4×400 m detalii              | Uniunea Sovietică (URS) · Viktor Markin · Remigijus Valiulis · Mihail Linge · Nikolai Cernețki       | 3:01,08    | Germania de Est (GDR) · Klaus Thiele · Andreas Knebel · Frank Schaffer · Volker Beck     | 3:01,26   | Italia (ITA) · Roberto Tozzi · Mauro Zuliani · Stefano Malinverni · Pietro Mennea | 3:04,54      |
| Maraton detalii              | Waldemar Cierpinski (GDR)                                                                            | 2:11:03    | Gerard Nijboer (NED)                                                                     | 2:11:20   | Satîmkul Djumanazarov (URS)                                                       | 2:11:35      |
| 20 km marș detalii           | Maurizio Damilano (ITA)                                                                              | 1:23:35,5  | Piotr Pocinciuk (URS)                                                                    | 1:24:45,4 | Roland Wieser (GDR)                                                               | 1:25:58,2    |
| 50 km marș detalii           | Hartwig Gauder (GDR)                                                                                 | 3:49,24    | Jorge Llopart (ESP)                                                                      | 3:51,25   | Evgheni Ivcenko (URS)                                                             | 3:56,32      |
| Săritura în înălțime detalii | Gerd Wessig (GDR)                                                                                    | 2,36 m RM  | Jacek Wszoła (POL)                                                                       | 2,31 m    | Jörg Freimuth (GDR)                                                               | 2,31 m       |
| Săritura cu prăjina detalii  | Władysław Kozakiewicz (POL)                                                                          | 5,78 m RM  | Konstantin Volkov (URS) Tadeusz Ślusarski (POL)                                          | 5,65 m    | niciun atlet                                                                      | niciun atlet |
| Săritura în lungime detalii  | Lutz Dombrowski (GDR)                                                                                | 8,54 m     | Frank Paschek (GDR)                                                                      | 8,21 m    | Valeri Podlujnî (URS)                                                             | 8,18 m       |
| Triplusalt detalii           | Jaak Uudmäe (URS)                                                                                    | 17,35 m    | Viktor Saneev (URS)                                                                      | 17,24 m   | João Carlos de Oliveira (BRA)                                                     | 17,22 m      |
| Aruncarea greutății detalii  | Vladimir Kiseliov (URS)                                                                              | 21,35 m    | Aleksandr Barîșnikov (URS)                                                               | 21,08 m   | Udo Beyer (GDR)                                                                   | 21,06 m      |
| Aruncarea discului detalii   | Viktor Rașciupkin (URS)                                                                              | 66,64 m    | Imrich Bugár (TCH)                                                                       | 66,38 m   | Luis Delís (CUB)                                                                  | 66,32 m      |
| Aruncarea ciocanului detalii | Iuri Sedîh (URS)                                                                                     | 81,80 m RM | Serghei Litvinov (URS)                                                                   | 80,64 m   | Jüri Tamm (URS)                                                                   | 78,96 m      |
| Aruncarea suliței detalii    | Dainis Kūla (URS)                                                                                    | 91,20 m    | Aleksandr Makarov (URS)                                                                  | 89,64 m   | Wolfgang Hanisch (GDR)                                                            | 86,72 m      |
| Decatlon detalii             | Daley Thompson (GBR)                                                                                 | 8495       | Iuri Kuțenko (URS)                                                                       | 8331      | Serghei Jelanov (URS)                                                             | 8135         |

### Feminin
| Probă sportivă               | Aur                                                                                             | Aur        | Argint                                                                                         | Argint  | Bronz                                                                                           | Bronz   |
| 100 m detalii                | Liudmila Kondratieva (URS)                                                                      | 11,06      | Marlies Göhr (GDR)                                                                             | 11,07   | Ingrid Auerswald (GDR)                                                                          | 11,14   |
| 200 m detalii                | Bärbel Wöckel (GDR)                                                                             | 22,03 RO   | Natalia Bocina (URS)                                                                           | 22,19   | Merlene Ottey (JAM)                                                                             | 22,20   |
| 400 m detalii                | Marita Koch (GDR)                                                                               | 48,88 RO   | Jarmila Kratochvílová (TCH)                                                                    | 49,46   | Christina Lathan (GDR)                                                                          | 49,66   |
| 800 m detalii                | Nadejda Olizarenko (URS)                                                                        | 1:53,43 RM | Olga Mineeva (URS)                                                                             | 1:54,81 | Tatiana Providohina (URS)                                                                       | 1:55,46 |
| 1500 m detalii               | Tatiana Kazankina (URS)                                                                         | 3:56,56 RO | Christiane Wartenberg (GDR)                                                                    | 3:57,71 | Nadejda Olizarenko (URS)                                                                        | 3:59,52 |
| 100 m garduri detalii        | Vera Komisova (URS)                                                                             | 12,56 RO   | Johanna Klier (GDR)                                                                            | 12,63   | Lucyna Langer (POL)                                                                             | 12,65   |
| 4×100 m detalii              | Germania de Est (GDR) · Romy Müller · Bärbel Wöckel · Ingrid Auerswald · Marlies Göhr           | 41,60 RM   | Uniunea Sovietică (URS) · Vera Komisova · Liudmila Maslakova · Vera Anisimova · Natalia Bocina | 42,10   | Marea Britanie (GBR) · Heather Hunte · Kathy Smallwood · Beverley Goddard · Sonia Lannaman      | 42,43   |
| 4×400 m detalii              | Uniunea Sovietică (URS) · Teteana Prorocenko · Tatiana Goișcik · Nina Ziuskova · Irina Nazarova | 3:20,12    | Germania de Est (GDR) · Barbara Krug · Gabriele Löwe · Christina Lathan · Marita Koch          | 3:20,35 | Marea Britanie (GBR) · Linsey MacDonald · Michelle Probert · Joslyn Hoyte-Smith · Donna Hartley | 3:27,74 |
| Săritura în înălțime detalii | Sara Simeoni (ITA)                                                                              | 1,97 m     | Urszula Kielan (POL)                                                                           | 1,94 m  | Jutta Kirst (GDR)                                                                               | 1,94 m  |
| Săritura în lungime detalii  | Tatiana Kolpakova (URS)                                                                         | 7,06 m     | Brigitte Wujak (GDR)                                                                           | 7,04 m  | Teteana Skaciko (URS)                                                                           | 7,01 m  |
| Aruncarea greutății detalii  | Ilona Slupianek (GDR)                                                                           | 22,41 m RO | Svetlana Krahevskaia (URS)                                                                     | 21,42 m | Margitta Droese-Pufe (GDR)                                                                      | 21,20 m |
| Aruncarea discului detalii   | Evelin Jahl (GDR)                                                                               | 69,96 m    | Maria Petkova (BUL)                                                                            | 67,90 m | Tatiana Lesovaia (URS)                                                                          | 67,40 m |
| Aruncarea suliței detalii    | María Caridad Colón (CUB)                                                                       | 68,40 m    | Saida Gunba (URS)                                                                              | 67,76 m | Ute Hommola (GDR)                                                                               | 66,56 m |
| Pentatlon detalii            | Nadia Tkacenko (URS)                                                                            | 5083 RM    | Olga Rukavișnikova (URS)                                                                       | 4937    | Olga Kuraghina (URS)                                                                            | 4875    |

## Clasament medalii
| Loc   | Țară              | Aur | Argint | Bronz | Total |
| ----- | ----------------- | --- | ------ | ----- | ----- |
| 1     | Uniunea Sovietică | 15  | 14     | 12    | 41    |
| 2     | Germania de Est   | 11  | 8      | 10    | 29    |
| 3     | Marea Britanie    | 4   | 2      | 4     | 10    |
| 4     | Italia            | 3   | 0      | 1     | 4     |
| 5     | Polonia           | 2   | 4      | 1     | 7     |
| 6     | Etiopia           | 2   | 0      | 2     | 4     |
| 7     | Cuba              | 1   | 2      | 1     | 4     |
| 8     | Cehoslovacia      | 0   | 2      | 0     | 2     |
| 8     | Tanzania          | 0   | 2      | 0     | 2     |
| 10    | Bulgaria          | 0   | 1      | 1     | 2     |
| 10    | Finlanda          | 0   | 1      | 1     | 2     |
| 12    | Australia         | 0   | 1      | 1     | 2     |
| 12    | Olanda            | 0   | 1      | 0     | 1     |
| 12    | Spania            | 0   | 1      | 0     | 1     |
| 15    | Jamaica           | 0   | 0      | 2     | 2     |
| 16    | Franța            | 0   | 0      | 1     | 1     |
| 16    | Brazilia          | 0   | 0      | 1     | 1     |
| Total | Total             | 38  | 39     | 37    | 114   |